# باول مان
باول مان (بالإنجليزية: Paul Mann)‏  (و. 1913 – 1985 م) هو ممثل مسرحي، وممثل أفلام كندي، ولد في تورونتو، توفي في برونكسفيل، عن عمر يناهز 72 عاماً.
.

## وصلات خارجية
- باول مان على موقع IMDb (الإنجليزية)
- باول مان على موقع ميوزك برينز (الإنجليزية)
- باول مان على موقع قاعدة بيانات برودواي على الإنترنت (الإنجليزية)
- باول مان على موقع قاعدة بيانات الفيلم (الإنجليزية)

- باول مان في قاعدة بيانات الأفلام على الإنترنت